# المناوطة (قفل شمر)

تعديل مصدري - تعديل

المناوطة هي إحدى قرى عزلة بني جل بمديرية قفل شمر التابعة لمحافظة حجة، بلغ تعداد سكانها 0 نسمة حسب تعداد اليمن لعام 2004.